# صنبوري
صنبوري (بالإنجليزية: Sunbury, Pennsylvania)‏ هي مدينة تقع في مقاطعة نورثمبرلاند (بنسيلفانيا) بولاية بنسيلفانيا في الولايات المتحدة. تبلغ مساحة هذه المدينة (كم²)، بلغ عدد سكانها 9835 نسمة في عام 2010 حسب إحصاء مكتب تعداد الولايات المتحدة.

## الموقع الجغرافي
الموقع الجغرافي للمناطق المحيطة بهذه النقطة هو كالتالي:

## أعلام
- ستيف كلاين
- كلود أ. باس
- بيتي برايس
- جاسبر إيوينغ برادي
- تشارلز إم. كليمنت

## وصلات خارجية
- City of Sunbury
- The US50 - Cities and Towns in Pennsylvania State

قالب:مدن بنسيلفانيا